# Columbia Pictures
Columbia Pictures Industries, Inc. (CPII) er et amerikansk filmproduktions- og distributionsselskab etableret i 1919 af brødrene Jack og Harry Cohn og Joe Brandt som Cohn-Brandt-Cohn Film Sales. Columbia Pictures udgør en del af Columbia TriStar Motion Picture Group, ejet af Sony Pictures Entertainment et datterselskab af det japanske Sony. Columbia Pictures er blandt de største filmselskaber i verden.
Den første spillefilm udgivet af Columbia Pictures udkom i august 1922. Navnet Columbia Pictures blev taget i brug i 1924 og blev officielt to år senere. I sine tidlige år var selskabet en mindre aktør i Hollywood, men begyndte at vokse i slutningen af 1920'erne takket være et vellykket samarbejde med instruktøren Frank Capra.[kilde mangler]